# 龙潭街道 (吉林市)
龙潭街道，是中华人民共和国吉林省吉林市龙潭区下辖的一个乡镇级行政单位。

## 行政区划
龙潭街道下辖以下地区：
象园社区、密哈社区和清源社区。